# Plexus brachialis
Der Plexus brachialis (lateinisch; deutsch Armgeflecht) ist ein Geflecht aus den ventralen Ästen der Spinalnerven der letzten vier Hals- und des ersten Brustsegments (C5–Th1). Beim Menschen sind auch kleinere Bündel des vierten Halswirbelsegmentes (C4) und des zweiten Brustwirbelsegmentes (Th2) an der Bildung des Plexus brachialis beteiligt. Bei einigen Säugetieren beginnt er erst mit dem sechsten Halsnerven und reicht bis zum zweiten Brustnerven (C6–Th2). Das Armgeflecht gehört zum Peripheren Nervensystem.
Diese Spinalnerven vereinigen sich nach ihrem Durchtritt durch die hintere Skalenuslücke (Spalt zwischen dem vorderen und mittleren Musculus scalenus) zu drei Hauptstämmen (Trunci; genauer Truncus superior, Truncus medius und Truncus inferior) und anschließend zu mehreren, untereinander verbundenen Strängen (Fasciculi; Fasciculus lateralis, Fasciculus medialis und Fasciculus posterior). Diese Stränge treten entlang der Arteria subclavia und Arteria axillaris in die Achselgegend. Aus ihnen bilden sich wiederum Nerven, die durch den Faseraustausch im Plexus nun immer Anteile von mehreren (2–3) Spinalnerven besitzen. Diese Nerven innervieren die gesamte obere (bei Tieren vordere) Extremität sowie Teile der Brustwand. Das gleiche Prinzip zeigt das Beingeflecht (Plexus lumbosacralis).

## Plexus brachialis beim Menschen

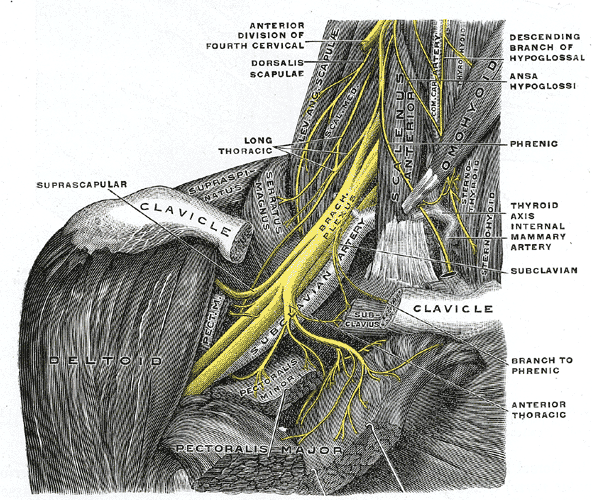
Plexus brachialis des Menschen

Die Plexus brachialis des Menschen wird aus den Rückenmarkssegmenten C5–Th1 gebildet und teilt sich in einen oberhalb des Schlüsselbeins (supraklavikulären) und einen unterhalb des Schlüsselbeins gelegenen (infraklavikulären) Teil auf. Das eigentliche Geflecht für die Versorgung des Arms bildet dabei der infraklavikuläre, mit der Achselarterie ziehende Teil.
Supraklavikuläre Äste sind:
1. Nervus suprascapularis
2. Nervus dorsalis scapulae
3. Nervus thoracicus longus
4. Nervus subclavius
5. Rami musculares

Infraklavikuläre Äste:

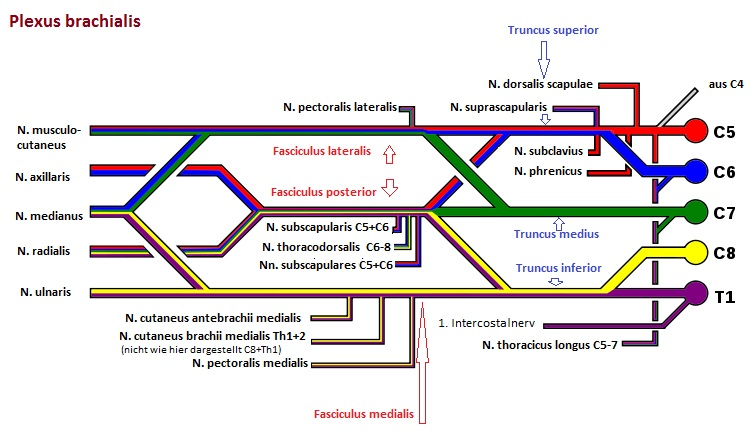
Schema des Plexus brachialis des Menschen

1. Nervus pectoralis medialis und lateralis (bei Tieren Nervi pectorales craniales und caudales)(Fasciculus lateralis und medialis)
2. Nervus musculocutaneus (Fasciculus lateralis)
3. Nervus medianus (Fasciculus lateralis und medialis)
4. Nervus ulnaris (Fasciculus medialis)
5. Nervus cutaneus brachii medialis (Fasciculus medialis)
6. Nervus cutaneus antebrachii medialis (Fasciculus medialis)
7. Nervus axillaris (Fasciculus posterior)
8. Nervus radialis (Fasciculus posterior)
9. Nervus subscapularis (Fasciculus posterior)
10. Nervus thoracodorsalis (Fasciculus posterior)

## Plexus brachialis bei Haustieren
Bei Haustieren verhält sich der Plexus sehr ähnlich. Der Nervus cutaneus brachii medialis ist nicht ausgebildet und der Nervus cutaneus antebrachii medialis geht nicht aus dem Plexus selbst, sondern aus dem Nervus musculocutaneus hervor. Die Brustnerven verlaufen in mehreren Strängen und werden als Nervi pectorales craniales und caudales bezeichnet. Auch der Nervus subscapularis besteht aus mehreren Ästen (Nervi subscapulares). Zudem isoliert sich ein Nervus thoracicus lateralis, der den Rumpfhautmuskel (Musculus cutaneus trunci) innerviert und efferenter Schenkel für den Pannikulusreflex ist.

## Klinische Bedeutung des Plexus brachialis
Über eine Leitungsanästhesie können Teile des Plexus vorübergehend ausgeschaltet werden und es kann somit eine völlige Schmerzfreiheit in den betreffenden Armregionen erreicht werden. Gängige Methoden sind die interskalenäre Blockade, die von dem deutschen Chirurgen Dietrich Kulenkampff (1880–1967) im Oktober 1911 beschriebene supraklavikuläre Plexusblockade, die infraklavikuläre Plexusblockade sowie die drei Monate vor der ersten supraklavikulären Blockade gelungene axilläre Blockade.
Bei einem Abriss des Plexus brachialis kommt es zu einer vollständigen Lähmung (Paralyse) der Muskeln der oberen/vorderen Extremität und zu einem Totalausfall der Sensibilität. Bei Teilabrissen (oder anderen Schädigungen) einzelner Fasciculi kommt es zu charakteristischen Teilausfällen am Arm.
Der Durchtritt des Plexus brachialis durch die hintere Skalenuslücke im Halsbereich kann verengt sein, es entwickelt sich dann unter Umständen ein sogenanntes Skalenussyndrom. Hierbei zeigt sich die ulnare (Kleinfinger-)Seite des Unterarmes und der Hand schmerzhaft und von Missempfindungen betroffen, was bei herabhängendem Arm verstärkt ist. Da auch die den Arm versorgende Arterie (Arteria subclavia) durch die Skalenuslücke hindurchtritt, entwickeln sich gleichzeitig eine Zyanose (bläuliche Verfärbung durch Sauerstoffmangel) und ein Ödem (Schwellung durch beeinträchtigten Blutrückstrom). Der Adson-Test ist dann positiv.
Schädigungen des Plexus brachialis mit schmerzhaften Zuständen (Neuralgien) werden unter dem Sammelbegriff Brachialgie zusammengefasst.
Als geburtstraumatische Plexusparese bezeichnet man eine Lähmung (Paralyse) des Armes, die durch Zug am Plexus brachialis beim Geburtsvorgang entsteht. Durch ein ungünstiges Größenverhältnis zwischen Kind und Geburtskanal kommt es zur so genannten Schulterdystokie. Man unterscheidet Dehnungs-, Abriss- und Ausrissverletzungen (Avulsionsverletzungen). Außerdem gibt es die Einteilung in die
- obere Plexuslähmung Typ Erb-Duchenne (zervikale Nerven 4 bis 6 (C4-6), betroffen). Es kommt zu einer schlaffen Armparese (die Bewegung der Hand ist jedoch möglich) und zu einer Phrenikusparese.
- untere Plexuslähmung Typ Klumpke (zervikaler Nerv 7 bis thorakaler Nerv 1 (C7-Th1) betroffen). Die Symptome hier sind Handlähmung (Pfötchenstellung) und Horner-Syndrom. Die Prognose ist schlechter als die der oberen Plexuslähmung.

Die meisten Verletzungen erholen sich von selbst sehr gut. Bei schweren Verletzungen (Abriss- oder Ausrissverletzungen) kann eine direkte Operation zur Wiederherstellung des Plexus brachialis sinnvoll sein. Eine direkte Operation ist nur innerhalb der ersten neun Lebensmonate sinnvoll. Daher ist eine frühzeitige Vorstellung in einem Zentrum für geburtstraumatische Armplexusparese sinnvoll. Später kann durch Sehnenlösungen und Sehnenverlagerung noch eine weitere Verbesserung erreicht werden.
Die Neuralgische Schulteramyotrophie ist eine immunbedingte Entzündung (Neuritis) des Plexus brachialis.